# A tutto reality presenta: Missione Cosmo Ridicola
A tutto reality presenta: Missione Cosmo Ridicola (in originale: Total Drama Presents: The Ridonculous Race), è il primo spin-off della serie di animazione canadese A tutto reality. La serie è stata creata dalla Fresh TV Inc. e distribuita dalla Cake Entertainment.
Questa serie usa un format diverso dalle prime sei stagioni parodiando reality show come The Amazing Race, con molti nuovi elementi.
La serie è andata in onda dal 7 settembre 2015 negli Stati Uniti su Cartoon Network, in Canada il 4 gennaio 2016 su Teletoon, mentre in Italia il 7 gennaio 2016 su K2. La serie è composta da 26 episodi.

## Trama
A differenza delle serie precedenti, i concorrenti gareggeranno a coppie (ciascuna coppia forma una squadra di due persone). Partecipano 18 coppie accomunate da legami di parentela, amicizia o semplici fidanzati che dovranno sfidarsi in giro per il mondo. La coppia vincitrice riceverà un milione di dollari.
In questa stagione il conduttore è un nuovo personaggio di nome Don.
I concorrenti delle precedenti stagioni di A tutto reality che partecipano in questo spin-off sono Owen, Noah, Geoff e Leonard.
In questa stagione le coppie dovranno sfidarsi, ricevendo dritte di viaggio dal Box Sputadritte, conosciuto come “Donbox” (distributore con le sembianze del presentatore) in delle prove (in cui dovranno partecipare entrambi, solo uno dei due a scelta o a seconda di chi non ha partecipato nelle ultime sfide) intervallate da momenti di corsa, per arrivare alla Zona Rinfresco, la quale farà da inizio per la sfida successiva.
Al contrario delle stagioni precedenti, la coppia a venir eliminata non sarà decisa tramite votazione, ma semplicemente l'ultima ad arrivare alla Zona Rinfresco (un tappeto arancione.)
Come in A tutto reality - Il Tour, le sfide saranno ambientate in località del mondo diverse, dando il tema alle sfide in quest’ultime. Fra elementi ricorrenti nella serie è presente il tempo di penalità (causato se si infrangeranno le regole della sfida, costringendo la coppia penalizzata ad aspettare prima di entrare nella Zona Rinfresco) e il boomerang, oggetto attacco ad alcune dritte di viaggio utilizzabile per costringere una squadra, “boomeranghizzandola”, a dover rifare una sfida.

## Personaggi
| Personaggio | Ruolo               | Ruolo                       | Doppiatore           | Doppiatore                |
| Personaggio | Ruolo               | Ruolo                       | Originale            | Italiano                  |
| ----------- | ------------------- | --------------------------- | -------------------- | ------------------------- |
| Don         | Conduttore          | Conduttore                  | Terry McGurrin       | Riccardo Niseem Onorato   |
| Concorrente | Squadra             | Squadra                     | Doppiatore           | Doppiatore                |
| Concorrente | Nome Originale      | Nome Italiano               | Originale            | Italiano                  |
| Brody       | Surfer Dudes        | Surfisti                    | Scott McCord         | Emanuele Ruzza            |
| Geoff       | Surfer Dudes        | Surfisti                    | Dan Petronijevic     | Stefano Crescentini       |
| Carrie      | Best Friends        | Amici del Cuore             | Kristin Fairlie      | Elena Perino              |
| Devin       | Best Friends        | Amici del Cuore             | Jeff Geddis          | Simone Veltroni           |
| Chet        | Stepbrothers        | Fratellastri                | Darren Frost         | Stefano Sperduti          |
| Lorenzo     | Stepbrothers        | Fratellastri                | Carlos Diaz          | Manuel Meli               |
| Crimson     | Goths               | Gotici                      | Stacey DePass        | Benedetta Degli Innocenti |
| Ennui       | Goths               | Gotici                      | Carter Hayden        | Alan Bianchi              |
| Dwayne      | Father & Son        | Padre e Figlio              | Neil Crone           | Francesco Pezzulli        |
| Dwayne Jr.  | Father & Son        | Padre e Figlio              | Jacob Ewaniuk        | Riccardo Suarez           |
| Ellody      | Geniuses            | Geni                        | Emilie-Claire Barlow | Giulia Franceschetti      |
| Mary        | Geniuses            | Geni                        | Katie Griffin        | Erica Necci               |
| Emma        | Sisters             | Sorelle                     | Stacey DePass        | Sabrina Duranti           |
| Kitty       | Sisters             | Sorelle                     | Stephanie Anne Mills | Francesca Manicone        |
| Gerry       | Tennis Rival        | Tennisti Rivali             | David Huband         | Stefano Macchi            |
| Pete        | Tennis Rival        | Tennisti Rivali             | Adrian Truss         | Fabrizio Dolce            |
| Jacques     | Ice Dancers         | Pattinatori                 | Scott McCord         | Gianfranco Miranda        |
| Josee       | Ice Dancers         | Pattinatori                 | Julie Lemieux        | Federica De Bortoli       |
| Jay         | Adversity Twins     | Gemelli Sventura            | Lyon Smith           | Alessio Nissolino         |
| Mickey      | Adversity Twins     | Gemelli Sventura            | Lyon Smith           | Mattia Nissolino          |
| Jen         | Fashion Bloggers    | Fashion Blogger             | Ashley Botting       | Ludovica Bebi             |
| Tom         | Fashion Bloggers    | Fashion Blogger             | Jeff Geddis          | Omar Vitelli              |
| Kelly       | Mother and Daughter | Madre e Figlia              | Julie Lemieux        | Laura Boccanera           |
| Taylor      | Mother and Daughter | Madre e Figlia              | Bryn McAuley         | Barbara De Bortoli        |
| Laurie      | Vegans              | Vegane                      | Emilie-Claire Barlow | Gaia Bolognesi            |
| Miles       | Vegans              | Vegane                      | Katie Griffin        | Veronica Puccio           |
| Leonard     | LARPers             | Giocatori di Ruolo          | Clé Bennett          | Gabriele Patriarca        |
| Tammy       | LARPers             | Giocatori di Ruolo          | Nicki Burke          | Eva Padoan                |
| Sanders     | Police Cadets       | Allieve Poliziotte          | Nicole Stamp         | Valentina Favazza         |
| MacArthur   | Police Cadets       | Allieve Poliziotte          | Evany Rosen          | Laura Romano              |
| Noah        | Reality TV Pros     | Concorrenti di Reality Show | Carter Hayden        | Andrea Mete               |
| Owen        | Reality TV Pros     | Concorrenti di Reality Show | Scott McCord         | Fabrizio Vidale           |
| Rock        | Rockers             | Rockettari                  | Carlos Diaz          | Andrea Lopez              |
| Spud        | Rockers             | Rockettari                  | Carter Hayden        | Marco Giansante           |
| Ryan        | Daters / Haters     | Fidanzati / Iene Inferocite | Joseph Motiki        | Daniele Giuliani          |
| Stephanie   | Daters / Haters     | Fidanzati / Iene Inferocite | Nicki Burke          | Barbara Pitotti           |

### Trasmissione mondiale
| Paese       | Canale          | Data trasmissione prima puntata | Data trasmissione ultima puntata |
| ----------- | --------------- | ------------------------------- | -------------------------------- |
| Canada      | Teletoon        | 4 gennaio 2016                  | 15 febbraio 2016                 |
| Italia      | K2              | 7 gennaio 2016                  | 3 marzo 2016                     |
| Stati Uniti | Cartoon Network | 7 settembre 2015                | 9 ottobre 2015                   |